# Hertha von Hagen
Hertha von Hagen, o Emilie Freein Popp von Milosevich (Zagabria, 20 febbraio 1876 – Monaco di Baviera, 2 giugno 1962), è stata un'attrice austriaca.
Nacque in Croazia,ad Agram, come si chiamava l'attuale Zagabria al tempo dell'impero austro-ungarico.

## Filmografia
- Kaiserin Elisabeth von Österreich, regia di Rolf Raffé (1921)
- Leichtsinnige Jugend, regia di Leo Mittler (1931)
- La canzone del cuore (Die Stimme des Herzens), regia di Karl Heinz Martin (1937)
- Jenny und der Herr im Frack, regia di Paul Martin (1941)